# Драгоманци
Драгоманци (грч. Άψαλος, Апсалос) је насељено место у општини Меглен у периферији Средишња Македонија, Грчка. Према попису из 2021. године било је 919 становника.
Према бугарском географу и историчару, Василу Канчову, у Драгоманцима је 1900. године живело 1.000 Словена муслимана и 220 Словена хришћана. Већи део мештана Драгоманаца је током 18. века због притиска и веће сигурности за живот прешао на ислам, део оних који нису хтели су се преселили у Воден и оближња словенска села. Године 1924. муслиманско становништво је принудно исељено у Турску а на њихово место су насељене грчке избегличке породице из Турске. На попису из 1928. године Драгоманци су имали 1.313 становника.